# You and Me (La Toya Jackson)
You and Me è il terzo singolo estratto dall'album Bad Girl della cantautrice e ballerina statunitense LaToya Jackson. Fu pubblicato nel 1990.

## Descrizione
La canzone era originariamente intitolata Verso l'ignoto... e cantata in italiano da Marcella e Gianni Bella, i quali parteciparono all'annuale Festival di Sanremo dal 28 febbraio al 3 marzo 1990. Jackson scrisse il testo in inglese e la interpretò allo stesso festival come cantante straniera associata ai fratelli Bella.

## Accoglienza e successo commerciale
Il singolo raggiunse la 28ª posizione nella classifica italiana dei singoli.
Nel 1991 la cantante croato-olandese Tatjana ne fece una cover, che a sua volta conquistò l'81º posto nella classifica dei singoli olandese.

## Classifiche
| Classifica (1990)         | Posizione massima |
| ------------------------- | ----------------- |
| Classifica singoli Italia | 28                |